# JL Bourg Basket
El Jeunesse laïque de Bourg-en-Bresse, conocido popularmente como JL Bourg Basket es un equipo de baloncesto francés con sede en la ciudad de Bourg-en-Bresse, que compite en la Pro A, la primera división de su país. Disputa sus partidos en la Arena Ekinox, con capacidad para 3.548 espectadores.

## Posiciones en liga
| Temporada | Nivel | División | Pos. | Copa de Francia  | Leaders Cup       | Leaders Cup | Competiciones europeas | Competiciones europeas |
| --------- | ----- | -------- | ---- | ---------------- | ----------------- | ----------- | ---------------------- | ---------------------- |
| 2011–12   | 2     | Pro B    | 9º   |                  |                   |             |                        |                        |
| 2012–13   | 2     | Pro B    | 8º   | Ronda de 32      |                   |             |                        |                        |
| 2013–14   | 2     | Pro B    | 2º   | Octavos de final |                   |             |                        |                        |
| 2014–15   | 1     | Pro A    | 18º  | Ronda de 32      |                   |             |                        |                        |
| 2015–16   | 2     | Pro B    | 5º   | Octavos de final | Pro B Leaders Cup | C           |                        |                        |
| 2016–17   | 2     | Pro B    | 1º   | Ronda de 32      | Pro B Leaders Cup | SF          |                        |                        |
| 2017–18   | 1     | Pro A    | 9º   | Octavos de final |                   |             |                        |                        |
| 2018–19   | 1     | Pro A    | 9º   | Ronda de 32      |                   |             |                        |                        |
| 2019–20   | 1     | Pro A    | 5º   | Octavos de final |                   |             |                        |                        |
| 2020–21   | 1     | Pro A    | 5º   | Octavos de final |                   |             | 2 EuroCup              | R16                    |
| 2021–22   | 1     | Pro A    | 11º  | Cuartos de final |                   |             | 2 EuroCup              | Fase de grupos         |
| 2022–23   | 1     | Pro A    | 5º   | Cuartos de final |                   |             | 2 EuroCup              | Octavos de final       |

## Palmarés
- Subcampeón Eurocup - 2023-24
- Campeón Leaders Cup Pro B - 2016
- Subcampeón Copa Leaders Cup - 2006, 2019, 2023
- Pro B:
  - Semifinales - 2008, 2009
  - Campeón liga regular - 2008